# Trylogia husycka
Trylogia husycka – nieoficjalna nazwa serii trzech powieści fantastyczno-historycznych napisanych przez Andrzeja Sapkowskiego w latach 2001–2006. Tłem wydarzeń całej serii są wojny husyckie, a głównym bohaterem jest Reynevan (Reinmar z Bielawy).
W skład trylogii wchodzą następujące powieści:
- Narrenturm
- Boży bojownicy
- Lux perpetua

W powieściach, oprócz postaci historycznych, ściśle związanych z opisywanym konfliktem zbrojnym, pojawiają się także osoby z wojnami niezwiązane, takie jak: Jan Gutenberg, Zawisza Czarny z Garbowa czy Mikołaj z Kuzy.
Trylogia husycka została wydana w Polsce także w postaci audiobooka. W nagraniu udział wzięło ponad 100 lektorów, m.in. Krzysztof Gosztyła, Maciej Gudowski, Lesław Żurek, Henryk Talar i Krzysztof Wakuliński Nazywane superprodukcjami ze względu na liczbę aktorów, efekty specjalnie i muzykę, audiobooki te zostały opisane jako „najdłuższe słuchowisko radiowe, jakie kiedykolwiek powstało”.

## Bohaterowie
Bohaterowie fikcyjni:
- Reinmar z Bielawy, zwany Reynevanem – mężczyzna w młodym wieku, którego miłosne zawirowania prowadzą do licznych problemów, początkowo zakochany w Adeli, w następnej kolejności jego serce zdobywa Nikoletta (Jutta).

Występujący epizodycznie w pierwszym tomie serii Zawisza Czarny mówi o nim: „Oj nie umrzesz ty, chłopaczku, śmiercią naturalną!”, co było odniesieniem do jego zainteresowań: kobiet, czarów, medycyny (zielarstwo) czy alchemii. Sztuki magicznej uczył się na studiach w czeskiej Pradze, która uznawana jest za serce „heretyckiej zarazy”.
Początkowo jego głównym celem jest pomszczenie brata, Peterlina von Bielau (Piotra z Bielawy), który był zwolennikiem husytów, za co został zamordowany przez Czarnych Jeźdźców dowodzonych przez Birkarta Grellenorta. Aby tego dokonać Reinmar ucieka ze Śląska do Czech, gdzie ma wielu znajomych. Staje się wyznawcą poglądów husyckich i przystępuje do Taboru, poszukując przy tym umiłowanej Jutty, o której porwanie podejrzewa inkwizycję. Podczas jego przygód towarzyszą mu przyjaciele Szarlej i Samson Miodek. Podróżując, podawał się za wiele postaci – między innymi Lancelota z Wozu, Reinmara Hagenau, księdza, czy egzorcystę.
- Szarlej – demeryt, sprzymierzeniec Reinamara, „nie był zbyt wysoki, był nawet odrobinę niższy od Reynevana, ale detal ten umykał uwadze, albowiem niedawny demeryt był barczysty, mocno zbudowany i zapewne silny, co można było wnioskować po żylastych i grających mięśniami przedramionach, wyzierających spod przykrótkich rękawów”[6]. Szarlej wraz z Samsonem walczył w armii polnej Taboru i Sierotek z Hradca-Kralove.

- Samson Miodek – „olbrzymi, ostrzyżony do skóry mężczyzna o zamglonych oczach i twarzy mało rozgarniętego dziecka. Waligóra ów trzymał dwa palce prawej dłoni w ustach, lewą zaś przyciskał do brzucha gliniany garnuszek. Co kilka chwil osiłek ohydnie pociągał nosem, odrywał brudny i lepki garnuszek od brudnej i lepkiej tuniki, wycierał palce o brzuch, pakował je do garnuszka, nabierał miodu i niósł do ust. Po czym rytuał powtarzał się.”[7]

Imię Samson zawdzięczał analogii do biblijnego olbrzyma, natomiast przydomek „Miodek” wziął się od ulubionej przekąski, którą w trakcie egzorcyzmów wyjadał klasztorny głupek. Posiada wybitną inteligencję, jest istotą bardzo wrażliwą i dobroduszną toteż kilkakrotnie ratował kompanów z opresji. Ponadto zna wiele języków, dysponował bogatą wiedzą i odpornością na magiczne sztuczki. Często cytował swą ulubioną powieść – „Boską komedię” Dantego. Uratował z rąk stręczyciela młodą adamitkę Marketę, po pewnym czasie wytworzyła się między nimi silna więź, Marketa została jego towarzyszką życia.
- Birkart von Grellenort – poufnik biskupa Konrada, wykonuje brudną robotę. „Wysoki. Szczupły. Czarne włosy do ramion. Ptasia twarz.”[8].  Istota zmiennokształtna potrafiąca przybierać postać olbrzymiego pomurnika.

Magicznie wspierany przez wiedźmę Neufrę, a dla zwiększenia swoich mocy przyjmuje eliksiry sporządzanie przez Skirfira na zamku Sensenberg, m.in. aurum potabile. Jest protegowanym biskupa wrocławskiego (i zwany przez niego synem) Konrada, jego szpiegiem i dowódcą specjalnego oddziału zabójców.

- Urban Horn – szpieg i wywiadowca husycki. Stara się wykorzystać Reynevana jako szpiega husyckiego na Śląsku.

- Tybald Rabe – goliard, wędrowny bard i agitator husycki. Często spotyka się z Reynevanem i nieraz wyciąga go z kłopotów.

- Otto Beess – kanonik wrocławski, prepozyt w Archikatedrze św. Jana Chrzciciela. Opozycyjny w stosunku do biskupa Konrada. Ze względu na znajomość z wujem Reynevana  (scholastykiem), pomaga Reynevanowi i przydziela mu do ochrony Szarleja.

- Bohuchval Neplach, zwany Flutkiem – defraudant (według plotek były ksiądz katolicki), szef wywiadu Taboru, przyjęty na stanowisko jeszcze przez Jana Žižkę. Ciągle próbuje wyciągnąć od Reynevana informacje dotyczące napadu na poborcę podatkowego, wiozącego pieniądze przeznaczone na organizację krucjaty na Czechy.[9]

- Dzierżka de Wirsing – krewna Reynevana i znajoma Szarleja, przedsiębiorcza handlarka końmi, właścicielka stadniny w Skałce. Wiele razy ratuje Reynevana z opresji i wspomaga bohaterów.

- Rixa Cartafila de Fonseca – żydówka, szpieg w służbie Władysława Jagiełły, pomaga Reynevanowi odszukać Juttę w zamian za informację o zamiarach dowódców husyckich, wiele razy ratuje głównego bohatera z opresji.

- Łukasz Bożyczko – czarnoksiężnik, diakon, pomocnik i najbliższy współpracownik Grzegorza Hejncze oraz szpieg w służbie Władysława Jagiełły. Śledzi głównego bohatera i szantażuje go losem swojej ukochanej, by wyciągnąć od niego informację o zamiarach husytów.

- Jutta de Apolda (Nikoletta) – kolejna ukochana Reynevana, przetrzymywana przez inkwizycję w celu manipulowania Reynevanem.

- Adela von Stercza – żona Gelfrada von Stercza, kochanka Reynevana i księcia Jana ziębickiego

- Gelfrad von Stercza – mąż Adeli, niespodziewanie powraca na Śląsk po jej śmierci i próbuje dokonać zamachu na księcia Jana

Bohaterowie historyczni:
- Konrad IV Starszy, biskup wrocławski i namiestnik króla Zygmunta Luksemburskiego na Śląsk. Walczy z wpływami husyckimi na Śląsku, jednak bardziej z pobudek osobistych (dążenie do władzy i bogactwa), niż religijnych. Przedstawiony jako człowiek butny, arogancki, wiarołomny, skłonny do rozpusty, nie gardzący szantażem i przekupstwem.

- Jan ziębicki, główny przywódca koalicji antyhusyckiej na Śląsku. W Trylogii, w bitwie pod Starym Wielisławiem ginie z rąk Reynevana.

- Prokop Goły, jeden z głównych dowódców husyckich.

- Grzegorz Hejncze, inkwizytor na Śląsku w latach 1461-1483, a nie w czasie wojen husyckich, studiował w Cambridge; w powieści tropi husyckich szpiegów, w młodości studiował razem z Reynevanem w Pradze.

- Ambrož Hradecký, kaznodzieja, polityk, przywódca Orebitów i Sierotek.

- Prokop Mały, jeden z głównych dowódców husyckich, współpracownik Prokopa Gołego, przywódca Sierotek.

- Bolko Wołoszek, książę głogówecki i prudnicki. W młodości studiował wraz z Reynevanem w Pradze, w trylogii kilka razy ratował Reynevana z opresji.

- Konrad Kantner, książę oleśnicki. W pierwszej książce pomaga Reynevanowi uciec przed pościgiem i zaznajamia go z Zawiszą Czarnym.

- Puta z Czastolowic, czeski możnowładca. Szarlej i Reynevan spotykają go podczas turnieju w Ziębicach.

- Biedrzych ze Strażnicy, czeski polityk, duchowny i wojskowy. W trylogii jest przyjacielem Reynevana.

- Zygmunt Korybutowicz, książę litewski, pretendent do korony czeskiej. Wykorzystuje Reynevana jako donosiciela u wyższych dowódców husyckich.

- Dobiesław Puchała, polski rycerz-husyta.

- Fedor z Ostroga, książę na Ostrogu, sojusznik husytów.

## Świat przedstawiony
Wydarzenia w powieści toczą się w późnym średniowieczu (lata 1425-1435, z pewnymi przerwami), głównie na Śląsku. Obok ludzi toczących krwawe wojny religijno-polityczne istnieje fantastyczny świat przesycony magią i alchemią. Wiele potworów żyje wokół ludzkich siedzib: kluddery, kalkabry czy utopce. Chociaż wszelkie czarnoksięstwo jest karane spaleniem na stosie zarówno przez inkwizycję papieską jak i husytów, to jednak wielu ludzi potrafi w tajemnicy sporządzać eliksiry o niesamowitych właściwościach lub przygotowywać amulety, a alchemicy w miastach tworzą konfraternie działające pod przykrywką aptek.

## Analiza
Cykl ten zalicza się do fantasy historycznej z elementami literatury grozy.